# Gyorskorcsolya az 1968. évi téli olimpiai játékokon
Az 1968. évi téli olimpiai játékokon a gyorskorcsolya versenyszámait Grenoble-ban rendezték február 9. és 17. között. A sportágban négy-négy férfi és női versenyszámot rendeztek.

## Részt vevő nemzetek
A versenyeken 19 nemzet 129 sportolója vett részt.
- Ausztrália (AUS) (1)
- Ausztria (AUT) (3)
- Dél-Korea (KOR) (2)
- Egyesült Államok (USA) (15)
- Finnország (FIN) (8)
- Franciaország (FRA) (5)
- Hollandia (NED) (9)
- Japán (JPN) (12)
- Kanada (CAN) (7)
- Magyarország (HUN) (3)
- Mongólia (MGL) (3)
- Nagy-Britannia (GBR) (5)
- NDK (GDR) (1)
- NSZK (FRG) (8)
- Norvégia (NOR) (13)
- Olaszország (ITA) (4)
- Svájc (SUI) (3)
- Svédország (SWE) (11)
- Szovjetunió (URS) (16)

## Éremtáblázat
(Az egyes számoszlopok legmagasabb értéke, vagy értékei vastagítással kiemelve.)
| Az 1968. évi téli olimpiai játékok éremtáblázata gyorskorcsolyában | Az 1968. évi téli olimpiai játékok éremtáblázata gyorskorcsolyában | Az 1968. évi téli olimpiai játékok éremtáblázata gyorskorcsolyában | Az 1968. évi téli olimpiai játékok éremtáblázata gyorskorcsolyában | Az 1968. évi téli olimpiai játékok éremtáblázata gyorskorcsolyában | Olimpia  |
| ------------------------------------------------------------------ | ------------------------------------------------------------------ | ------------------------------------------------------------------ | ------------------------------------------------------------------ | ------------------------------------------------------------------ | -------- |
|                                                                    | Ország                                                             | Arany                                                              | Ezüst                                                              | Bronz                                                              | Összesen |
| 1.                                                                 | Hollandia (NED)                                                    | 3                                                                  | 3                                                                  | 3                                                                  | 9        |
| 2.                                                                 | Norvégia (NOR)                                                     | 1                                                                  | 3                                                                  | 0                                                                  | 4        |
| 3.                                                                 | Finnország (FIN)                                                   | 1                                                                  | 1                                                                  | 0                                                                  | 2        |
| 3.                                                                 | Szovjetunió (URS)                                                  | 1                                                                  | 1                                                                  | 0                                                                  | 2        |
| 5.                                                                 | Svédország (SWE)                                                   | 1                                                                  | 0                                                                  | 1                                                                  | 2        |
| 6.                                                                 | NSZK (FRG)                                                         | 1                                                                  | 0                                                                  | 0                                                                  | 1        |
|                                                                    |                                                                    |                                                                    |                                                                    |                                                                    |          |
| 7.                                                                 | Egyesült Államok (USA)                                             | 0                                                                  | 4                                                                  | 1                                                                  | 5        |
|                                                                    |                                                                    |                                                                    |                                                                    |                                                                    |          |
| Összesen                                                           | Összesen                                                           | 8                                                                  | 12                                                                 | 5                                                                  | 25       |

## Érmesek
A rövidítések jelentése a következő:
- WR: világrekord
- OR: olimpiai rekord

### Férfi
| Az 1968. évi téli olimpiai játékok érmesei férfi gyorskorcsolyában |                                    |            |                                            |         |                                  |              |
| Versenyszám                                                        | Arany                              | Arany      | Ezüst                                      | Ezüst   | Bronz                            | Bronz        |
| 500 m                                                              | Erhaed Keller · NSZK (FRG)         | 40,3       | Magne Thomassen · Norvégia (NOR)           | 40,5    | nem adták ki                     | nem adták ki |
| 500 m                                                              | Erhaed Keller · NSZK (FRG)         | 40,3       | Richard McDermott · Egyesült Államok (USA) | 40,5    | nem adták ki                     | nem adták ki |
| 1500 m                                                             | Cornelis Verkerk · Hollandia (NED) | 2:03,4 OR  | Adrianus Schenk · Hollandia (NED)          | 2:05,0  | nem adták ki                     | nem adták ki |
| 1500 m                                                             | Cornelis Verkerk · Hollandia (NED) | 2:03,4 OR  | Ivar Eriksen · Norvégia (NOR)              | 2:05,0  | nem adták ki                     | nem adták ki |
| 5000 m                                                             | Fred Anton Maier · Norvégia (NOR)  | 7:22,4 WR  | Cornelis Verkerk · Hollandia (NED)         | 7:23,2  | Peter Nottet · Hollandia (NED)   | 7:25,5       |
| 10 000 m                                                           | Johnny Höglin · Svédország (SWE)   | 15:23,6 OR | Fred Anton Maier · Norvégia (NOR)          | 15:23,9 | Örjan Sandler · Svédország (SWE) | 15:31,8      |

### Női
| Az 1968. évi téli olimpiai játékok érmesei női gyorskorcsolyában |                                      |           |                                        |        |                                       |              |
| Versenyszám                                                      | Arany                                | Arany     | Ezüst                                  | Ezüst  | Bronz                                 | Bronz        |
| 500 m                                                            | Ljudmila Tyitova · Szovjetunió (URS) | 46,1      | Mary Meyers · Egyesült Államok (USA)   | 46,3   | nem adták ki                          | nem adták ki |
| 500 m                                                            | Ljudmila Tyitova · Szovjetunió (URS) | 46,1      | Dianne Holum · Egyesült Államok (USA)  | 46,3   | nem adták ki                          | nem adták ki |
| 500 m                                                            | Ljudmila Tyitova · Szovjetunió (URS) | 46,1      | Jennifer Fish · Egyesült Államok (USA) | 46,3   | nem adták ki                          | nem adták ki |
| 1000 m                                                           | Carolina Geijssen · Hollandia (NED)  | 1:32,6 OR | Ljudmila Tyitova · Szovjetunió (URS)   | 1:32,9 | Dianne Holum · Egyesült Államok (USA) | 1:33,4       |
| 1500 m                                                           | Kaija Mustonen · Finnország (FIN)    | 2:22,4 OR | Carolina Geijssen · Hollandia (NED)    | 2:22,7 | Christina Kaiser · Hollandia (NED)    | 2:24,5       |
| 3000 m                                                           | Johanna Schut · Hollandia (NED)      | 4:56,2 OR | Kaija Mustonen · Finnország (FIN)      | 5:01,0 | Christina Kaiser · Hollandia (NED)    | 5:01,3       |